# Homalocnemis
Homalocnemis Philippi, 1865, è un genere di insetti dell'ordine dei Ditteri (Brachycera: Muscomorpha). Inquadrato nella superfamiglia degli Empidoidea, comprende sette specie a distribuzione gondwanica.

## Descrizione e biologia
Gli adulti hanno corpo di grandi dimensioni e livrea scura. Il capo è oloptico in entrambi i sessi, con faccia concava. Le Antenne sono di tipo aristato ma tipicamente primitive, per la forma lineare-cilindrica, con scapo setoloso e subeguale al pedicello e terzo antennomero dello stesso diametro; lo stilo è biarticolato ed è portato in posizione apicale sul terzo antennomero. L'apparato boccale è di tipo pungente-succhiante, con labbro superiore diritto e appuntito, privo di denti epifaringei, mascelle con lacinie stilettiformi, palpi mascellari uniarticolati, lunghi e ricurvi, ipofaringe ben sviluppata e stilettiforme, labbro inferiore con labelli provvisti di numerose pseudotrachee.
Il torace è robusto e gibboso, con laterotergite glabro, mesonoto con setole acrosticali distinte dalle dorsocentrali e allineate su più serie, e numerose postalari. Le zampe sono lunghe, quelle medie adattate alla funzione raptatoria. I femori sono femori ingrossati, le tibie anteriori e posteriori sono provviste di un pettine di setole apicale e i tarsi sono sottili. Le ali sono lunghe e relativamente strette, con un ampio pterostigma compreso fra i tratti terminali di R1 e R2+3, lobo anale ampio e pronunciato e alula leggermente pronunciata e convessa.
La nervatura alare è di tipo primitivo e mostra una minore semplificazione rispetto alla morfologia di molti Empidoidea. La costa si estende sull'intero margine, la subcosta è completa e confluisce sulla costa. La radio si divide in quattro ramificazioni, per la presenza della biforcazione R4+5. La media si divide in tre rami (M1, M2 e M4), emergenti separatamente dai tre vertici distali della cellula discale. Il tratto terminale della cubito devia solo leggermente rispetto al tratto basale e converge sull'anale chiudendo la cellula cup con un apice acuto. Il ramo comune A1+CuA è completo e raggiunge il margine. La cup e le due cellule basali sono ben sviluppate in lunghezza, in rapporto allo sviluppo della discale, che assume una posizione meno eccentrica rispetto a quanto si riscontra in molti Empidoidea.

Schema della nervatura alare
Pt: pterostigma
Nervature longitudinali: C: costa; Sc: subcosta; R: radio; M: media; Cu: cubito; A: anale.
Nervature trasversali: h: omerale; r-m: radio-mediale; m-cu: medio-cubitale.
Cellule: d: discale; br: 1ª basale; bm: 2ª basale; cup: cellula cup.

L'addome è cilindrico. Quello della femmina presenta tutti gli uriti, con quelli terminali gradatamente più sottili. Quello del maschio presenta l'ottavo urotergite ampio e di forma rettangolare, delle stesse dimensioni rispetto al settimo e l'ipopigio non ruotato.
La biologia di questo genere è poco conosciuta, ma dalla morfologia si presume che gli adulti svolgano un'attività predatoria a spese di altri insetti.

## Sistematica e filogenesi
Storicamente, il genere è stato inserito nella famiglia degli Empididae in differenti collocazioni: Collin (1928) definì la sottofamiglia Homalocneminae per includervi l'unico genere Homalocnemis, ma questa classificazione non ebbe seguito da parte di altri Autori. Brues et al. (1954) posizionavano il genere nella sottofamiglia Brachystomatinae, facendo riferimento alla precedente classificazione di Collin. La posizione nell'ambito degli Empididae è stata per lungo tempo supportata anche con le classificazioni su base filogenetica: Hennig (1970) comprendeva il genere nella sottofamiglia Hemerodromiinae.
L'accertata natura parafiletica degli Empididae, nei lavori più recenti, ha reso enigmatica e controversa la posizione di Homalocnemis all'interno della superfamiglia. Molte fonti seguono ancora l'inquadramento nell'ambito degli Empididae, pur con collocazioni differenti, e si presume che tale orientamento abbia per lo più un fondamento storico: tale è il caso dei cataloghi europei, che fondamentalmente si basano sui lavori di Chvála e sull'inquadramento fra i Brachystomatinae (Empididae sensu lato), e di quelli neozelandesi, che includono genericamente gli Homalocnemis fra gli Empididae. Fra i lavori più recenti si cita quello di Yang et al. (2007), che ripropone l'inquadramento fra gli Empididae nella sottofamiglia Homalocneminae ma questo inquadramento è contestato da Sinclair et al. (2008) che ribadiscono il fondamento filogenetico di uno scorporo del genere dalla famiglia degli Empididae.
La posizione di Sinclair & Cumming (2006) sulla collocazione sistematica del genere Homalocnemis sembrerebbe quella maggiormente supportata dall'analisi cladistica, almeno sulla base della documentazione prodotta. Già nel 2000, in via informale, i due Autori proponevano una drastica revisione della sistematica degli Empidoidea, con la collocazione di alcuni generi tradizionalmente compresi fra gli Empididae, fra cui Homalocnemis, come incertae sedis nell'ambito della superfamiglia. Sulla base degli orientamenti scaturiti successivamente, nel 2006 viene formalizzata la revisione, con la posizione incertae sedis del genere Homalocnemis. Lo scorporo di Homalocnemis dalla famiglia degli Empididae, seppur non contestato formalmente, non trova ampio riscontro nella letteratura più recente, probabilmente per una posizione prudente in attesa di ulteriori acquisizioni dall'analisi cladistica, sia su base morfologica, sia su base molecolare. Pieno supporto alla tesi di Sinclair & Cumming si riscontra invece nel BioSystematic Database of World Diptera che imposta gli inquadramenti sistematici delle specie catalogate sulla base delle più recenti proposte e della tendenza, fra i ditterologi, a formulare interpretazioni sensu stricto dei gruppi sistematici nell'ambito dei Ditteri. Il BDWD, addirittura, adotta la proposta di Sinclair & Cumming elevando il genere al rango di famiglia, nell'ambito degli Empidoidea, con la denominazione Homalocnemiidae. La stessa denominazione è utilizzata negli ultimi aggiornamenti della versione on line del Catalog of the Diptera of the Australasian and Oceanian Regions di Evenhuis, curato dal Bishop Museum: nella versione originale del catalogo (1989), Homalocnemis era incluso nella famiglia degli Empididae, ma nell'aggiornamento del 2008 è proposto all'interno di una famiglia propria. Va tuttavia precisato che in letteratura non c'è un riscontro in merito alla definizione formale della famiglia Homalocnemiidae e che Sinclair & Cumming sostengono l'inquadramento come genere incertae sedis.
Del genere si conoscono solo sette specie:
- Homalocnemis adelensis (Miller, 1913)
- Homalocnemis inexpleta Collin, 1928
- Homalocnemis maculipennis Malloch, 1932
- Homalocnemis namibiensis Chvála, 1991
- Homalocnemis nigripennis Philippi, 1865
- Homalocnemis perspicua (Hutton, 1901)
- Homalocnemis praesumpta Collin, 1933

Secondo Sinclair & Cumming, Homalocnemis si identifica in una delle linee più primitive del clade degli Empidoidea e nell'albero cladistico si colloca come ramo collaterale al clade del gruppo Iteaphila (Iteaphila+Anthepiscopus) e a quello comprendente il resto della superfamiglia. I caratteri primitivi riscontrati nella morfologia e la distribuzione geografica denotano un'antica origine, risalente probabilmente al Giurassico, ma in paleontologia non si riscontrano reperti fossili attribuiti a questo genere.

## Distribuzione
Il genere è rappresentato esclusivamente nell'emisfero australe, con una distribuzione circumantartica che ne conferma l'antica origine, precedente lo smembramento del continente Gondwana. Come spesso si riscontra per i taxa a distribuzione gondwanica, Homalocnemis comprende sette paleoendemismi, di cui uno afrotropicale, H. namibiensis (Namibia), due neotropicali, H. nigripennis e H. praesumpta (Cile). Le restanti quattro specie, australasiane, sono tutte endemiche della Nuova Zelanda.